# Guarnición de Ejército Tucumán
La Guarnición de Ejército (Guar Ej) «Tucumán»  es una base del Ejército Argentino localizada en San Miguel de Tucumán, capital de la provincia de Tucumán.

## Historia
La Guarnición estuvo integrada por el Comando de la V Brigada de Infantería, Regimiento de Infantería 19, la Compañía de Comunicaciones 5, la Compañía de Arsenales 5 y el Hospital Militar Tucumán, además del Destacamento de Inteligencia 142.

### Operación Independencia
En febrero de 1975 la V Brigada instaló su Puesto de Comando Principal (PCP) en Tucumán estableciendo su Puesto de Comando Táctico en Famaillá. Además, creó la Fuerza de Tareas «San Miguel», que se estructuraba con miembros del Ejército, la Guardia de Infantería de la Policía Federal y el Grupo de Operaciones Especiales de la Policía de Tucumán.
Como refuerzo de la División de Inteligencia del Comando de Brigada para el Operativo, se estableció el Destacamento de Inteligencia 142.
La Orden Parcial N.º 405/76 emitida por el Comando General del Ejército el 21 de mayo de 1976 encuadró a la provincia de Tucumán en el Área 321.